# 화력 (역법)
화력(일본어: 和暦 와레키[*])는 일본의 독자적인 역법으로, 연호와 함께 연도와 날을 세는 단위로 활용되었다. 아스카 시대의 고토쿠 천황에 의해 연호 "다이카"를 사용한 것이 시작이다. 메이지 시대에 양력이 들어온 이후에는 잘 쓰이지 않는다. 한편 연호는 메이지 시대 이후의 "일세일원(一世一元) 제도"에 의해 천황의 황위 계승 시에만 바꾸는 것으로 규정되어 있다. 
일본의 연도 표기법으로서 각 관청의 제출 서류 등 공문서에는 모두 화력만을 사용한 서식을 두도록 하고 있다.